# مایلز مسنجر
مایلز مسنجر (به انگلیسی: Miles_Messenger) یک هواگرد ملخ‌پیشین تک‌موتوره از نوع شخصی ساخت شرکت Miles Aircraft است. هواگرد مایلز مسنجر نخستین پروازش را در ۱۲ سپتامبر ۱۹۴۲ میلادی انجام داد. در مجموع، تعداد ۹۳ فروند از این هواگرد ساخته شده‌است.